# Cedric Hunter
Cedric Scott Hunter (né le 10 mars 1980 à Decatur, Géorgie, États-Unis) est un joueur américain de baseball.
Il joue dans la Ligue majeure de baseball au poste de joueur de champ extérieur pour les Padres de San Diego en 2011 et les Phillies de Philadelphie en 2016.

## Biographie
Après des études secondaires à la Martin Luther King High School de Lithonia (Géorgie), Cedric Hunter est repêché en juin 2006 par les Padres de San Diego au troisième tour de sélection. Il perçoit un bonus de 415 000 dollars à la signature de son premier contrat professionnel.
Il passe quatre saisons en Ligues mineures avant d'effectuer ses débuts en Ligue majeure le 31 mars 2011. Il fait son entrée au plus haut niveau comme coureur suppléant en neuvième manche contre les Cardinals de Saint-Louis, et parvient à atteindre le marbre. Le 5 avril suivant, face aux Giants de San Francisco, Hunter frappe son premier coup sûr dans les majeures, cette fois comme frappeur suppléant opposé au lanceur Guillermo Mota.
Hunter joue six matchs pour les Padres en 2011. En octobre suivant il passe aux Athletics d'Oakland, qui le réclament au ballottage. Hunter ne revient pas dans les majeures avant 2016, alors qu'il dispute 13 matchs pour les Phillies de Philadelphie.